# Parafia Ewangelicko-Augsburska w Chorzowie
Parafia Ewangelicko-Augsburska w Chorzowie – ewangelicko-augsburska parafia w Chorzowie, należąca do diecezji katowickiej. Mieści się przy ulicy gen. H. Dąbrowskiego 22. W 2019 liczyła około 480 wiernych.

## Historia

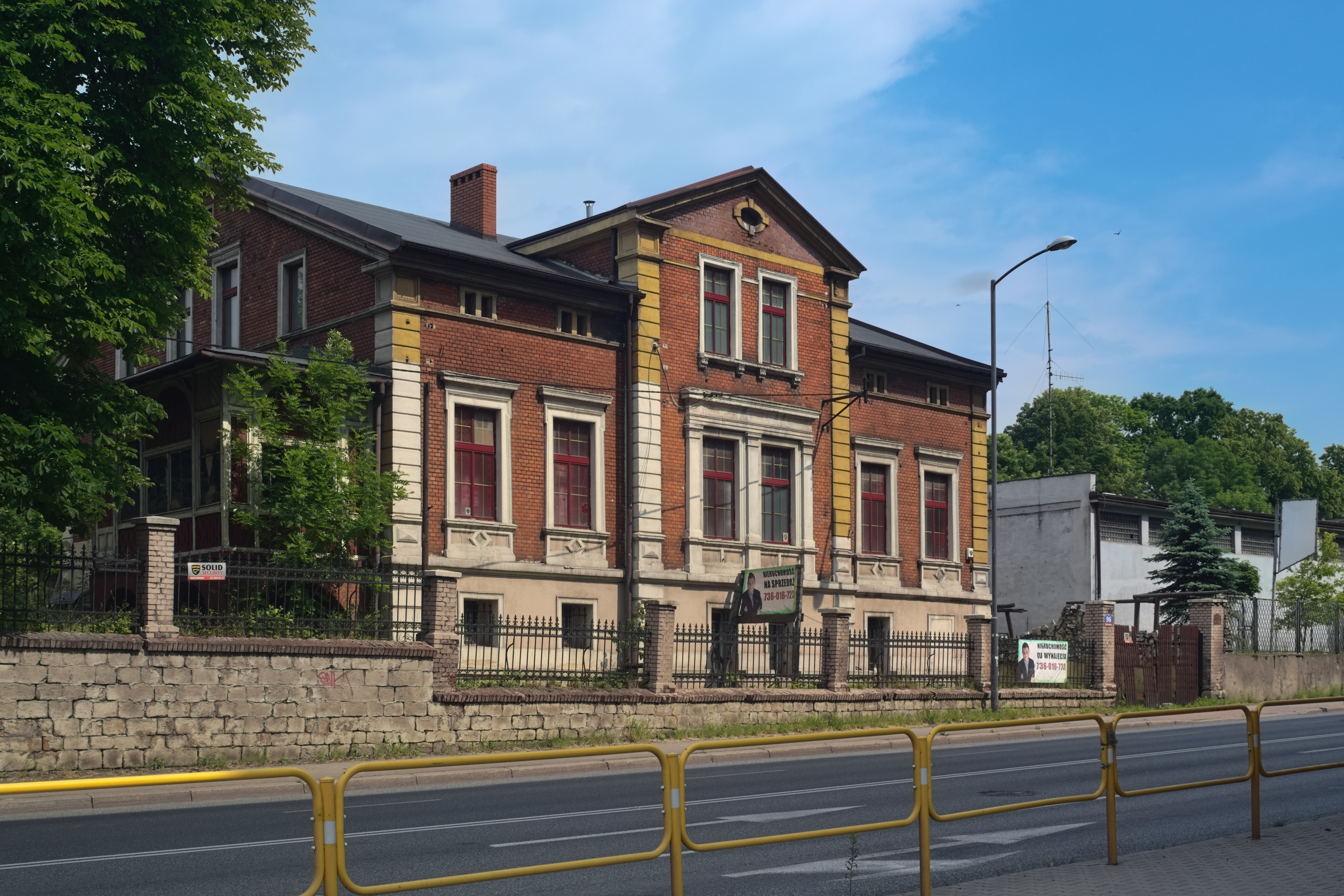
Budynek dawnej plebanii (2020)

Organizację nabożeństw ewangelickich w Królewskiej Hucie rozpoczęto w 1801 w sali posiedzeń Huty Królewska. Następnie posługi religijne zostały przeniesione od 1804 do sali modlitewnej, urządzonej w budynku nowej szkoły. 28 sierpnia 1825 otwarto wspólny, ewangelicko-katolicki cmentarz. Wierni z miasta należeli początkowo do parafii w Tarnowskich Górach, następnie przeszli pod administrację parafii w Bytomiu.
Pierwszą świątynią ewangelicką na terenie Królewskiej Huty został poświęcony 13 listopada 1844 Kościół im. Elżbiety.
W latach 50. XX wieku wybudowano siedziby dwóch szkół. Kolejny budynek szkolny został otwarty w 1864 r., od 1870 stał się on ewangelicką szkołą gminną o charakterze publicznym.
Samodzielna parafia została utworzona dzięki wybudowaniu w latach 1876-1877 budynku plebanii. Pierwszym proboszczem został ks. Rudolf Feigs.
W ramach uczczenia 400 rocznicy urodzin Marcina Lutra, parafia przystąpiła do budowy sierocińca, który poświęcono 1 sierpnia 1884.
Z racji prężnego rozwoju parafii i dużej liczby jej członków, nie mogących się pomieścić w obecnej świątyni, podczas sprawowania urzędu proboszcza przez ks. Martin Zawada zdecydowano o budowie nowego kościoła. 21 marca 1897 odbyła się uroczystość położenia kamienia węgielnego, a budowę obiektu ukończono 10 listopada 1898, kiedy odbyło jego się poświęcenie jako kościoła im. ks. Marcina Lutra.
W 1905 na stanowisko proboszcza został wybrany ks. Fryderyk Schmidt.
W latach poprzedzających wybuch I wojny światowej parafia ewangelicka w Królewskiej Hucie liczyła około 14 tysięcy członków, co stanowiło piątą część mieszkańców miasta.
W okresie międzywojennym parafia należała do Ewangelickiego Kościoła Unijnego na polskim Górnym Śląsku. W 1930 roku dokonano wyboru ks. Jana Schichy na stanowisko proboszcza. Według danych dostarczonych przez władze województwa śląskiego, parafia w 1937 liczyła 5015 wiernych. 
Parafia planowała postawienie nowej sali parafialnej oraz budynku probostwa, położonych przy kościele Marcina Lutra, jednak w realizacji tych zamierzeń przeszkodził wybuch II wojny światowej.
Pierwszym powojennym proboszczem-administratorem parafii chorzowskiej został w lipcu 1945 ks. Józef Szeruda, zastąpiony na tym stanowisku jeszcze w tym samym roku przez ks. Roberta Fiszkala, pełniącego urząd do 1956. W 1950 liczba członków parafii wynosiła około 2500 wiernych, spadek ten w stosunku do liczby przedwojennej spowodowany był przede wszystkim wysiedleniami osób narodowości niemieckiej.
W 1956 na proboszcza wybrano ks. Rudolfa Mrowca. Liczba zborowników stale zmniejszała się, w 1960 osiągając liczbę ok. 1500 osób. Kolejnym duszpasterzem parafii został w 1970 ks. Wiktor Zeler, sprawujący urząd przez trzy lata i zastąpiony w 1973 przez ks. Jerzego Romańskiego. 
Na mocy uchwały Rady Miasta Chorzowa w 1997 siedziba parafii została przeniesiona z budynku przy ul. Katowickiej 96 na ul. Dąbrowskiego 22.
W 2008 do pełnienia funkcji proboszcza został powołany ks. Bogusław Cichy.

## Współczesność
Nabożeństwa w parafii odbywają się w każdą niedzielę i święta w kościele Marcina Lutra, ponadto w adwencie i czasie pasyjnym prowadzone są nabożeństwa tygodniowe. Ponadto w okresie od maja do listopada odprawiane są nabożeństwa w kościele Elżbiety.
Do innych aktywności parafialnych należy działalność Koła Pań, spotkania biblijne i modlitewne, spotkania rodzinne oraz herbatki parafialne. Prowadzony jest również chór mieszany Cantate oraz zespół młodzieżowy Falstart.